# Malthodes tauricus
Malthodes tauricus là một loài bọ cánh cứng trong họ Cantharidae. Loài này được Istomina miêu tả khoa học năm 1969.